# Thamnophis conanti
La culebra de agua (Thamnophis conanti) es una especie de reptil perteneciente a la familia Natricidae. 

## Clasificación y descripción
Esta especie es de tamaño moderado puede alcanzar una longitud de hocico a cloaca de 455 mm, la cola es moderadamente larga y delgada, aproximadamente el 39 % de la longitud total del cuerpo. La cabeza es distintiva al cuello. Los ojos son grandes y la pupila redonda. Presenta 17 hileras de escamas dorsales fuertemente quilladas. Fosetas apicales ausentes. Escama anal única. Las escamas ventrales son de 139 a 150 y las subcaudales de 59 a 75.
La coloración dorsal es café con manchas pardas oscuras en los lados del cuerpo que pueden ser o no visibles, algunas ocasiones se observan bandas muy estrechas en esta área. Una línea vertebral clara está presente por toda la región dorsal abarcando una hilera de escamas y finaliza casi en la punta de la cola. Un collar nucal es notorio. Los bordes de las supralabiales presentan bandas oscuras. El color de la cabeza es verde olivo. El vientre es oscuro.

## Distribución
Especie endémica de México, se distribuye al sureste de Puebla y sur de Veracruz. Se ha registrado para el norte de Valle de Tehuacán.

## Hábitat
Esta rara especie se ha documentado que habita en los encinares aislados del cerro Tres Mogotes a una altitud de 2,900 m s. n. m. Es diurna y de hábitos terrestres. Es una especie vivípara.